# Martin Zeiler

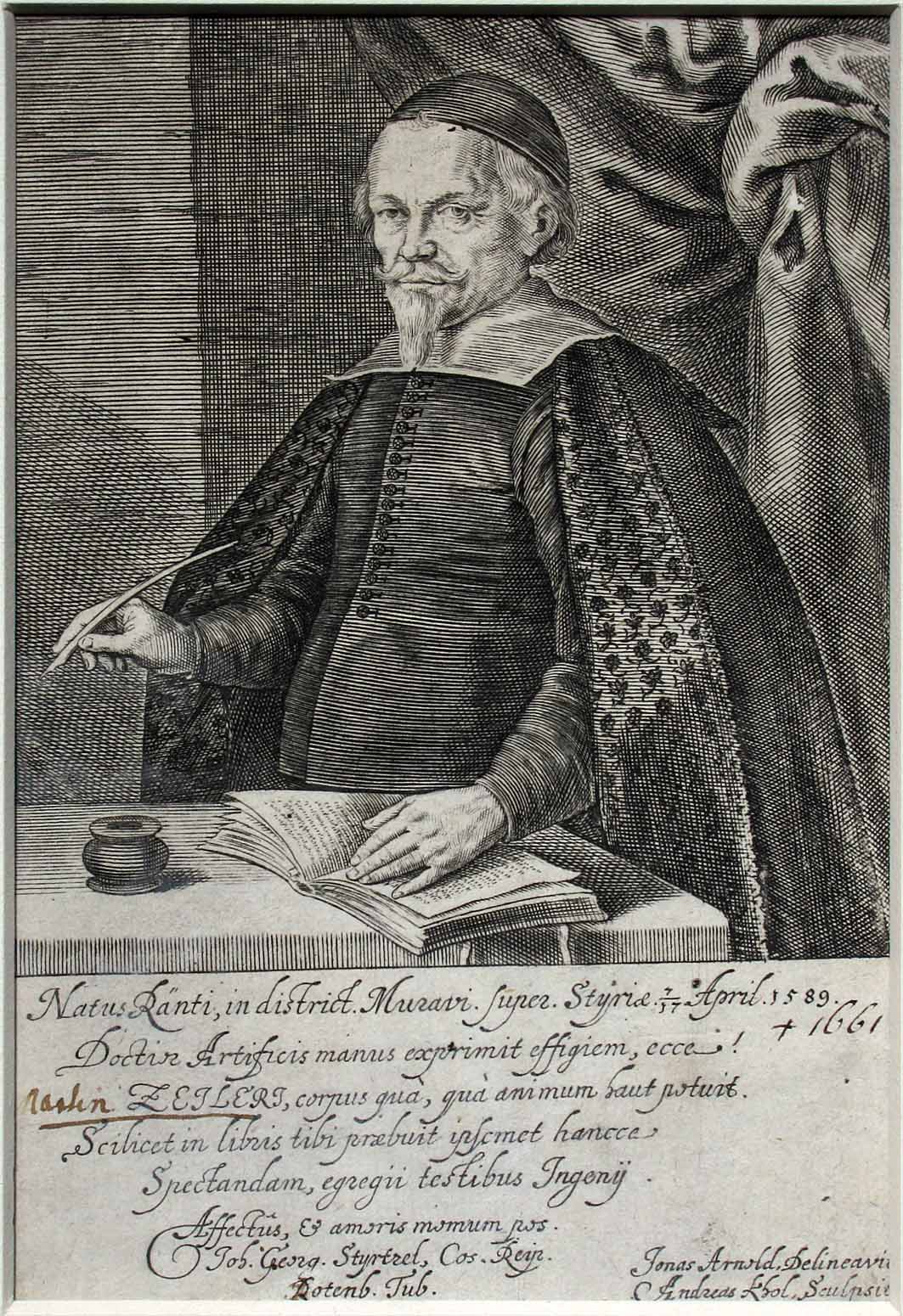
Martin Zeiler

 Martin Zeiller (Ranten (Austria), 17 de abril de 1589-Ulm (Alemania), 6 de octubre de 1661) teólogo protestante y escritor alemán.

## Biografía
Estudió en Ulm y tuvo varios trabajos relacionados con la jurisprudencia y la historia. Escribió más de 90 títulos y fue el prototipo de pensador barroco. 

## Obra
- (Trad.) François de Rosset: Theatrum tragicum ... in die Teutsche Sprache transferirt durch M. Zeiller, hg. Martin Opitz. Danzig 1640 u.ö. (25 Auflagen sind bekannt)
- Fidus achates, oder Getreuer Reisgefert. Ulm 1651
- Historici, chronologici et geographi ... quo vixerunt, et operibus ... scripserunt. 2 Bde. Ulm 1652
- 100 Dialogi oder Gespräch von unterschiedlichen Sachen. Ulm 1653
- Handbuch von allerley nutzlichen Erinerungen. 2 Bde. Ulm 1655